# Рушниці Авалона
«Рушниці Авалона» (англ. The Guns of Avalon) — фантастичний роман американського письменника Роджера Желязни, другий із серії «Хроніки Амбера».Опублікований у 1972 році. Пряме продовження роману «Дев’ять принців Амбера» (англ. Nine princes in Amber) 
Корвін втік із підземель, де його ув'язнив Ерік, король Амбера та брат Корвіна. Тепер він прагне помститися Еріку за роки ув"язнення, та захопити трон. Брати та сестри Корвіна знають, що зброя не буде працювати в Амбері, оскільки всі порохи там інертні. Але Корвін має таємні знання: у тіньовому світі Авалон, де він колись правив, існує на перший погляд звичайний порошок, який здатен вибухати в Амбері. Корвін планує підняти легіон "тіньових" солдатів і озброїти їх автоматичними гвинтівками з тіньового світу Землі, використавши порошок з Авалону замісто пороху.

## Сюжет

### Події в королівстві Лоррейн
Корвін вирушає крізь нескінченні тіньові світи на пошуки Авалона, свого колишнього дому. Коли Корвін наближається до нього, він проходить через Тінь під назвою Лоррейн. Оскільки це недалеко від Авалона, багато деталей  схожі - це середньовічне королівство, яким колись правила тіньова версія Корвіна, а пізніше король на ім'я Утер. Тінь Корвіна, який колись правив тут, пам'ятають як демонічного тирана, тому він вирішує називатись сером Корі з Кабри. Корвін натрапляє на пораненого, якого він впізнає як тінь Ланса, лицаря Авалона. Корвін несе Ланса до фортеці Ґанелона. По дорозі він вбиває двох гігантських пекельних котів - котячих демонів, які називають його Зачинателем, ще раз підтверджуючи побоювання, що саме він відповідальний за появу монстрів у Долині. 
Корвін зустрічається з Ґанелоном, якого він також знає. Ґанелон колись був "правою рукою" Корвіна в Авалоні, поки не зрадив. За цей злочин Корвін вигнав його в іншу Тінь і залишив помирати. Але Ґанелон вижив і, як він розповідає Корвіну, став лідером королівства Лоррейн після смерті Утера. Зараз він очолює війну проти дивного зла: темного кола, з якого виходять демонічні істоти та бездушні люди. Підозрюючи, що це пов’язано з Прокляттям Крові, яке він виголосив проти Амбера, Корвін погоджується допомогти. Корвін зустрічає місцеву повію, яку також називають Лоррейн. Хтось намагається поговорити з ним за допомогою Козирів (магічних карт Амберу), але Корвін блокує спробу. Лоррейн каже, що бачила людину, що викликала його і описує йому Оберона, батька Корвіна. Вона також зізнається, що її дочка,  яку вона зачала завдяки чаклунству,  була першою людиною, яка померла в темному колі. 
Появу Корвіна помічають темні сили. Вночі крилатий демон Стріґальдвір підходить до вікна, щоб кинути виклик Корвіну; Корвін вбиває Стріґальдвіра своїм мечем Ґрейсвандіром.  Корвін, Ґанелон і Ланс ведуть армію проти темного кола. На верхньому поверсі вежі Корвін вбиває ворожого вождя, істоту з козлиною головою. Виявляється, що ворог походить із Хаосу, місця настільки далекого від Амбера, що Тіні там перестають слідувати звичайним правилам реальності. Лоррейн втікає з офіцером на ім'я Мелкін. Корвін переслідує їх і виявивши, що Мелкін вбив і пограбував Лоррейн, вбиває Мелкіна голими руками.

### Події в Авалоні
Корвін і Ґанелон вирушають у напрямку до Авалона. Молодий дезертир, на якого вони натрапляють, розповідає їм, що сили Авалона очолює людина, яку називають Хранителем. Останнім часом вони борються з ордою пекельних служниць, що живуть у печерах - силою зла, подібною до темного кола в Лоррейн. Корвін і Ґанелон зустрічаються із Хранителем, який виявляється давно загубленим братом Корвіна Бенедиктом, найвправнішим фехтувальником і військовим стратегом із існуючих. Сили Бенедикта перемогли пекельних служниць, але він втратив руку в битві. Бенедикт радий зустрічі з Корвіном, але відмовляється підтримати його претензії на престол, щоб не допустити кровопролиття в Амбері. Бенедикт також повідомляє, що їхній батько, король Оберон, не зрікся престолу, як вважав Корвін, а просто зник.
Бенедикт відправляє Корвіна та Ґанелона до його заміського будинку. Там Корвін зустрічає молоду жінку на ім’я Дара, яка представляється правнучкою Бенедикта. Через свою кровну лінію вона прагне дізнатися більше про Лабіринт. Від неї Корвін дізнається, що Бенедикта відвідували брати Джуліан, Джерард та Бранд. В Авалоні Корвін домовляється придбати велику кількість ювелірного порошку. Кошти на придбання він отримує подорожуючи через Тінь до паралельної безлюдної Землі, де він збирає діаманти з африканського узбережжя. Повернувшись до будинку Бенедикта, він стикається з Ґанелоном, який  каже йому, що в саду поховано кілька свіжих людських тіл. Згодом Дара знаходить його, і вони стають коханцями.
Корвін вирушає через Тіні. Вони з Ґанелоном помічають дивне явище: чорна дорога, подібна темному колу в Лоррейні, прорізає Тінь, мабуть, простягаючись від Амбера аж до Хаосу. Корвін знищує ділянку Чорної Дороги, зосередивши свою увагу на Лабіринті. Хтось намагається зв’язатись з ним через Козирі, але Корвін підозрює, що це Бенедикт і не відповідає. На думку Корвіна Бенедикт злий на нього або за те, що Корвін використовував Авалон для озброєння щоб виступити проти Еріка, або за стосунки з Дарою. Корвін намагається втекти далі в Тінь, але Бенедикт переслідує і врешті-решт ловить його. Бенедикт звинувачує Корвіна у вбивстві і нападає на нього. Корвін обдурює Бенедикта, щоб той перемістився до ділянки дивної чорної трави, яка обплітає його щиколотки, дозволяючи Корвіну оглушити його. Корвін викликає Джерарда через Козир для допомоги Бенедикту.

### Битва біля Колвіру
Корвін подорожує на нашу Землю та домовляється про купівлю зброї, необхідної для нападу на Амбер. Поки виготовляють зброю, він відвідує свій старий будинок у Нью-Йорку, де знаходить повідомлення від Еріка, що благає про мир. Корвін вербує свою армію з Тіні, в якій його вважають божеством  і навчає їх використанню вогнепальної зброї. Потім він веде їх через Тіні, щоб напасти на Амбер. Однак, діставшись туди, Корвін потрапляє у відчайдушну битву проти вершників з Хаосу, яку веде Ерік разом з Каїном, Джерардом та Бенедиктом. Він також знаходить Дару, яка говорить, що їхала слідом за Бенедиктом через Тіні, щоб знайти Амбер та пройти Лабіринт. Корвін лишає її за полем битви та наказує двом чоловікам охороняти її. Після допомоги в битві та перемоги сил Хаосу, Корвін стикається з Еріком, який був поранений під час бою. Перед смертю Ерік передає Судний камінь Корвіну і проголошує своє смертельне прокляття на ворогів Амбера.
Дара, позбувшись охорони, проїжджає повз Корвіна на коні. Корвін, зв’язавшись через Козир з Бенедиктом, відправляє йому решту свого війська і повідомляє про Дару, але Бенедикт каже, що жодної онуки в нього немає і про Дару він вперше чує. Корвін зв’язується зі своїм братом Рендомом через Козиря і той телепортує його в Амбер. Вони досягають Лабіринту і розуміють, що Дара вже всередині. Завершуючи свою подорож Лабіринтом, вона оголошує Корвіну тихим нелюдським голосом, що Амбер буде знищено, а потім зникає. 

## Переклади українською
- Желязни, Роджер (2015). Хроніки Амбера у 10 кн. Кн. 2: Рушниці Авалону. Переклад з англ.: Анатолі Саган. Тернопіль: НК-Богдан. 304 стор. ISBN 978-966-10-4281-9. (Серія «Горизонти фантастики»)[1]